# The Specials
The Specials (znany też jako The Special AKA) – angielski zespół muzyczny grający ska założony w 1977 roku w Coventry. Jeden z najważniejszych twórców drugiej fali ska (2 Tone).

## Historia
Po założeniu w roku 1977 przez Goldinga, Dammersa i Pantera zespół nazywał się The Automatics, a następnie The Coventry Automatics. W ciągu roku dołączyli do niego Terry Hall i Roddy Radiation i zespół zmienił nazwę na The Specials AKA The Coventry Automatics a później na The Specials AKA. Joe Strummer z zespołu The Clash uczestniczył w jednym z ich koncertów i zaprosił ich na otwarcie jego zespołu w Parole UK Tour. Ten występ dał The Specials nowy poziom międzynarodowej ekspozycji.
Zespół zaczął nosić modsowski styl – dwukolorowe garnitury razem z innymi elementami znanymi z młodzieżowej mody lat `60.

## Członkowie zespołu

### skład 1977
- Terry Hall – wokal
- Jerry Dammers – klawisze
- Lynval Golding – gitara rytmiczna, wokal
- Neville Staple – drugi wokal, instrumenty perkusyjne
- Roddy Byers – gitara prowadząca
- Horace Panter – bas
- John Bradbury – perkusja

### skład The Specials AKA
- Jerry Dammers – klawisze, wokal
- John Bradbury – perkusja
- Rhoda Dakar – wokal
- Dick Cuthell – trąbka
- Stan Campbell – wokal
- Egidio Newton – wokal, instrumenty perkusyjne
- John Shipley – gitara
- Gary McManus – bas

### skład 1996
- Neville Staple – wokal, instrumenty perkusyjne
- Roddy Byers – wokal, gitara prowadząca
- Horace Panter -bas
- Lynval Golding – gitara rytmiczna, wokal
- Aitch Bembridge – perkusja
- Adam Birch – trąbka, puzon
- Mark Adams – klawisze

### skład 2009
- Terry Hall – wokal
- Lynval Golding – gitara rytmiczna, wokal
- Neville Staple – drugi wokal, instrumenty perkusyjne
- Roddy Byers – gitara prowadząca
- Horace Panter – bas
- John Bradbury – perkusja
- Nik Torp – klawisze

## Dyskografia

### Albumy studyjne
- Specials (1979)
- More Specials (1980)
- In the Studio (1984)
- The Singles Collection (1991)
- The Coventry Automatics Aka The Specials: Dawning Of A New Era (1993)
- Today’s Specials (1996)
- Guilty 'Til Proved Innocent! (1998)
- Desmond Dekker & The Specials – King Ska (1998)
- BBC Sessions (1999)
- Skinhead Girl (2000)
- Stereo – Typical: A's, B's And Rarities (2000)
- Conquering Ruler (2001)
- Encore(inne języki) (2019)

### Albumy koncertowe
- Live At The Moonlight Club (1992)
- Live: Too Much Too Young (1992)
- Concrete Jungle – The Special & Friends (1998)
- Blue Plate Specials (1999)
- Ghost Town Live (1999)

### Single
- „Gangsters” (1979, The Special A.K.A. – druga strona „The Selecter” The Selecter, 2 Tone, TT1/TT2) UK # 6
- „A Message to You Rudy” / „Nite Club” (1979, 2 Tone, CHS TT5) UK # 10
- „Too Much Too Young” (1979, 2 Tone, CHS TT6) UK # 1
- „Rat Race” (1980, 2 Tone, CHS TT11) UK # 5
- „Stereotype” / „International Jet Set” (1980, 2 Tone, CHS TT13) UK # 6
- „Do Nothing” (1980, 2 Tone, CHS TT16) UK # 4
- „Sock It to Them J.B./Do Nothing” (1980, Chrysalis,CHS 2501) – tylko we Francji
- „Hey, Little Rich Girl” / „International Jet Set” (1980 2 Tone/Chrysalis, WWS-17069) – tylko w Japonii
- „Ghost Town” (1981, 2 Tone, CHS TT17) UK # 1
- „War Crimes” (1982,2 Tone, CHS TT23)
- „Racist Friend” (1983, 2 Tone CHS TT25) UK # 60
- „Nelson Mandela” (1984, 2 Tone CHS TT26) Uk # 9
- „What I Like Most About You Is Your Girlfriend” (1984, 2 Tone CHS TT27) # 51
- „Ghost Town (revisited)” (1991, 2 Tone CHS TT30)
- „Hypocrite” (1996, Kuff Records) UK # 66
- „Pressure Drop” (1996, Kuff Records)
- „It's You” (1998, MCA)